# Cantone di Saint-Flour-Nord
Il Cantone di Saint-Flour-Nord era una divisione amministrativa dell'arrondissement di Saint-Flour.
A seguito della riforma approvata con decreto del 13 febbraio 2014, che ha avuto attuazione dopo le elezioni dipartimentali del 2015, è stato soppresso.

## Composizione
Comprendeva parte della città di Saint-Flour e i comuni di
- Andelat
- Anglards-de-Saint-Flour
- Coltines
- Coren
- Lastic
- Mentières
- Montchamp
- Rézentières
- Roffiac
- Saint-Georges
- Talizat
- Tiviers
- Vieillespesse
- Vabres